# Gare de Harpenden

La gare de Harpenden dessert la ville de Harpenden dans la région de Hertfordshire en Angleterre. Elle est située sur la Midland Main Line. La station est gérée par Thameslink.

## Situation ferroviaire
La gare est établie à 109 mètres d'altitude sur la Ligne principale des Midlands (en) entre les gares de Luton Airport Parkway et Saint-Albans City.

## Histoire
La station à Harpenden, a été construite par le Midland Main Line en 1868 sur son extension à St. Pancras, mais il ne reste rien des bâtiments d'origine de la station. Bien situé sur Station Road, la route est en fait le nom de la première station, Harpenden Est, maintenant fermée.
Une ligne de branche, construite par la Compagnie des chemins de fer de Hemel Hempstead en 1877, connue sous le nom de Nicky Line mais exploitée par la Midland, ayant anciennement divergé de la ligne principale au nord de la station.
La section de Hemel Hempstead n'a jamais eu un service de passagers. En 1886, une courbe au sud a été ajoutée à la jonction permettant aux passagers de rejoindre les trains de Londres à Harpenden plutôt que Luton. La succursale a été fermée en 1964. La route reste utilisée comme cycleway, passant sous la M1 dans un tunnel.
Les quatre plates-formes ont été étendues à l'appui des trains de 12 chariot dans le cadre du programme Thameslink. Cela a également été nécessaire d'élargir un pont routier. Les travaux ont commencé le 21 novembre 2010 et ont été achevés en mai 2011. La construction d'une nouvelle passerelle avec des ascenseurs pour personnes à mobilité réduite a été achevée et relie les quatre plates-formes. Une plate-forme supplémentaire de places de stationnement est prévue pour être construite au-dessus du parc de voitures côté est. Une fois terminé, il va ajouter un supplément de 200 places de stationnement.
Une rangée de bureaux de l'ancien marchand de charbon de cinq briques construites le long de l'approche de la station sont maintenant utilisés comme de petits commerces et de bureaux unités.

## Service des voyageurs

### Accueil
La gare dispose d'un bâtiment voyageurs avec des installations sanitaires. Elle est équipée de distributeurs de titres de transport, situés des deux côtés. Sont présents en gare : un kiosque à journaux, pressing, bureau de taxi et de rang, et une cafétéria. 

### Desserte
La desserte hors heures de pointes es de six trains par heure dans chaque direction exploité par First Capital Connect. Quatre d'entre eux étaient des trains rapides entre Bedford et Brighton, via la gare de King's Cross dans le centre de Londres et l'aéroport de Gatwick. Les deux trains restants vont dans toutes les gares entre Luton et Sutton (au sud de Londres).
Les trains sur la relation Thameslink fonctionnent maintenant entre Bedford, Luton, Sutton et Brighton desservant les nouvelles plates-formes de bas niveau à St Pancras. East Midlands Trains exploitent des trains de la relation Midland Main Line de St Pancras International à Leeds, Sheffield, Derby, Nottingham et Leicester à travers la gare. En mars 2009, First Capital Connect a commencé à exploiter un nouveau service Luton Sevenoaks. Ces trains font escale à Harpenden.
Les services hors pointe suivants seront en vigueur après que le programme Thameslink soit terminé en 2018 : 4 trains par heure entre Bedford et Three Bridges ; 2 trains par heure à Brighton ; et 2 trains par heure entre Luton et Sevenoaks.